# Il tuo amore/Sei come le altre
Il tuo amore/Sei come le altre è un singolo del cantautore italiano Bruno Lauzi, pubblicato dalla Galleria del Corso (catalogo GC 111) nel gennaio 1965.
Entrambi i brani sono scritti, interamente, dallo stesso Lauzi.

## I brani

### Il tuo amore
Il tuo amore, presente sul lato A del disco, è il brano con cui il cantautore partecipa alla 15ª edizione del Festival di Sanremo, in abbinamento con lo statunitense Kenny Rankin, senza riuscire ad accedere alla serata finale. Verrà inserito nell'album Ti ruberò, che uscirà a dicembre.

#### Versioni dal vivo
- Sempre nel 1965 una cover del brano, incisa da Gino Paoli, viene pubblicata nell'album dal vivo Gino Paoli allo Studio A.
- Nel 1971 un'altra versione live, registrata da Lauzi al Teatro Filodrammatici di Milano, sarà inclusa nel secondo disco del doppio LP Amore caro, amore bello.

### Sei come le altre
Sei come le altre è il brano presente sul lato B del disco.

## Tracce

### Lato A
1. Il tuo amore (Festival di Sanremo 1965) – 2:18

### Lato B
1. Sei come le altre – 2:25

## Musicisti
- Bruno Lauzi – voce
- Enzo Ceragioli – direzione orchestrale
- I 4 + 4 di Nora Orlandi – coro[1]